# Родригес, Эктор
Эктор Родригес Торрес (исп. Héctor Rodríguez Torres, 12 августа 1951 года, Гуанахай, Куба) — кубинский дзюдоист, чемпион Олимпийских игр, призёр чемпионата мира, двукратный чемпион Кубы. Первый кубинец — чемпион олимпийских игр по дзюдо

## Биография
В начале 1970-х стал чемпионом Кубы по дзюдо. В 1972 году стал бронзовым призёром турнира Polish Open в Варшаве
Выступал на Олимпийских играх 1972 года, в категории до 63 килограммов боролись 29 дзюдоистов.
Борец, победивший во всех схватках группы выходил в полуфинал, где встречался с борцом из другой группы, вышедшим в полуфинал по результатам «утешительных» схваток. В «утешительных» схватках встречались те борцы, которые проиграли победителю группы: так, проигравший борец «Б» в первой схватке борцу «А», во второй схватке (при условии, что борец «А» свою вторую схватку выиграл) боролся с проигравшим борцу «А», и если выигрывал, то продолжал участвовать в турнире до тех пор, пока борец «А» не проигрывал, и если борец «А» выходил в полуфинал, то борец «Б» также выходил в полуфинал. Таким образом, исключалась возможность того, что в первых схватках выбывали сильные борцы.
Эктор Родригес дошёл до четвертьфинала, где проиграл борцу из Франции, а затем в утешительной встрече борцу из Северной Корее, заняв итоговое пятое место.
| Круг                 | Соперник       | Страна                                       | Итог      | С оценкой | Продолжительность |
| -------------------- | -------------- | -------------------------------------------- | --------- | --------- | ----------------- |
| 1/16                 | Ренато Репуйян | Филиппины                                    | Победа    | иппон     | 0:28              |
| 1/8                  | Мариан Талай   | Польша                                       | Победа    |           | 6:00              |
| 1/4                  | Жан-Жак Мунье  | Франция                                      | Поражение |           | 6:00              |
| Утешительная встреча | Ким Ён Ик      | Корейская Народно-Демократическая Республика | Поражение | иппон     | 2:14              |

В 1973 году сумел завоевать бронзовую медаль чемпионата мира, уступив двум японским борцам. В 1975 году был серебряным призёром на предолимпийском турнире в Монреале и также вторым на Панамериканских играх
Выступал на Олимпийских играх 1976 года, в категории до 63 килограммов боролись 27 дзюдоистов.
Явным фаворитом соревнований был двукратный чемпион мира, японец Ёсиха Минами, но он проиграл в первой же встрече. Таким образом, финал прошёл между двумя нетитулованными спортсменами. Эктор Родригес довольно уверенно дошёл до финала, но финальная встреча вышла напряжённой. Кубинский дзюдоист сначала лидировал, затем дважды попался на подсечку под пятку изнутри. После оба борца несколько раз предупреждались за пассивность. Наконец, Эктор Родригес упал на татами с повреждением рёбер. После того, как Родригес был перебинтован, он смог перевести встречу в овертайм, где заработал оценку юко, выполнив свой излюбленный подхват под одну ногу. Однако судья ошибочно объявил победителем встречи его соперника Чан Ён Кена, но быстро поправился, и Эктор Родригес стал первым кубинским чемпионом олимпийских игр по дзюдо.
| Круг  | Соперник         | Страна           | Итог   | С оценкой            | Продолжительность |
| ----- | ---------------- | ---------------- | ------ | -------------------- | ----------------- |
| 1/16  | Эммануэль Аболо  | Камерун          | Победа |                      |                   |
| 1/8   | Мариан Стандовиж | Польша           | Победа | юко (коути гари)     | 6:00              |
| 1/4   | Хосе Пинто Гомеш | Португалия       | Победа | иппон (ути-мата)     | 2:36              |
| 1/2   | Йозеф Тунчшик    | Венгрия          | Победа | вадза ари (ути-мата) | 6:00              |
| Финал | Чан Ён Кен       | Республика Корея | Победа | юко (ути-мата)       | 10:00             |

В 1977 году стал чемпионом Спартакиады дружественных армий в Гаване, в 1979 году был бронзовым призёром Панамериканских игр и международного турнира в Лейпциге.
Выступал на Олимпийских играх 1980 года. В категории до 65 килограммов боролись 29 дзюдоистов. В первой же встрече проиграл явному фавориту и будущему чемпиону Николаю Солодухину, и выбыл в утешительный турнир. Там также проиграл первую же встречу и из соревнований выбыл.
| Круг                 | Соперник          | Страна                                    | Итог      | С оценкой | Продолжительность |
| -------------------- | ----------------- | ----------------------------------------- | --------- | --------- | ----------------- |
| 1/16                 | Николай Солодухин | Союз Советских Социалистических Республик | Поражение | иппон     | 2:39              |
| Утешительная встреча | Ярослав Крыж      | Чехословакия                              | Поражение | кока      | 5:00              |